# Bertreville
Bertreville is een gemeente in het Franse departement Seine-Maritime (regio Normandië) en telt 99 inwoners (2009). De plaats maakt deel uit van het arrondissement Dieppe.

## Geografie
De oppervlakte van Bertreville bedraagt 3,3 km², de bevolkingsdichtheid is dus 30 inwoners per km².
De onderstaande kaart toont de ligging van Bertreville met de belangrijkste infrastructuur en aangrenzende gemeenten.

## Demografie
Onderstaande figuur toont het verloop van het inwonertal (bron: INSEE-tellingen).